# Fernando Dacosta
Fernando Dacosta ComIH, (Caxito, 12 de Dezembro de 1940) é um jornalista e escritor português.

## Vida e obra
Nasceu no Caxito, a 100 km de Luanda, na Fazenda Tentativa pertencente à Companhia do Açúcar de Angola, onde o pai trabalhava. Quando tinha três anos de idade, devido à saúde frágil da sua mãe, a família mudou-se para Segões, onde passou a infância e depois para Folgosa, na margem sul do Douro onde passou a adolescência. Em criança, ao banhar-se no Douro, ia morrendo afogado e teve uma experiência de quase-morte.
Fez os estudos secundários no Liceu Nacional de Latino Coelho, em Lamego, ingressou depois na Faculdade de Letras da Universidade de Coimbra, e acabou por se fixar em Lisboa, onde se licenciou em Filologia Românica.
Em 1967, iniciou a sua carreira jornalística a convite de Carlos Mendes Leal, director da delegação da agência noticiosa Europa Press (ligada à Opus Dei) em Lisboa. Dacosta foi destacado como repórter na Assembleia Nacional e no Conselho de Ministros. Foi nessa altura que conheceu pessoalmente Salazar. Oriundo de uma família de anti-salazaristas, (mas com relações paradoxalmente pacíficas com o regime de então), Dacosta ficou surpreendido quando, em vez de um temível facínora, ao conhecer pessoalmente Salazar, se deparou com «um ancião de fortíssima personalidade e energia», distinto e afável. Nesse tempo, a sua principal fonte seria a governanta de Salazar, Maria de Jesus Caetano Freire, que tendo simpatizado com o jornalista e os seus antecedentes rurais, depressa o tornou seu confidente. A figura misteriosa e carismática de Salazar motivá-lo-ia no futuro a dedicar particular interesse literário à figura do estadista.
Alarmada pelo seu "irremediável anarquismo" e resistência a catequeses, a Opus não tardaria a dispensar os seus serviços.   A convite de José Cardoso Pires, ingressaria no Diário de Lisboa. Colaborou também em vários outros jornais e revistas como Filme, Flama, Notícia, Comércio do Funchal, Vida Mundial, Diário de Notícias, A Luta, O Jornal, JL - Jornal de Letras, Artes e Ideias, Público, Visão, etc. Participou em vários programas de rádio, de que se destaca Café Concerto de Maria José Mauperrin, na RDP - Rádio Comercial, nos anos 80. Na RTP, em 1991/2, apresentou uma rubrica sobre literatura. Dirigiu os "Cadernos de Reportagem" e foi co-editor das edições Relógio d'Água.
A sua obra reparte-se por vários géneros: reportagem, teatro, romance, narrativa e conto. Embora sempre associado como homem de esquerda, teve o privilégio de conviver intimamente com algumas das maiores figuras da cultura e da política portuguesa do século XX que eram não só da Oposição mas também do Estado Novo (que de certo modo se lhe confidenciaram incentivados pela sua personalidade discreta e cativante), para além de que já admitiu por escrito admiração de figuras centristas como o ex-Presidente Ramalho Eanes e diga não reconhecer sentido à dicotomia direita-esquerda. Essa sua independência valeu-lhe alguns problemas (por exemplo, quando trabalhava num jornal de esquerda e afirmou querer estudar jornalisticamente os Retornados, o director proibiu-lho por ser um tema "reacionário" (o que não o impediu de o investigar na mesma. Era amigo próximo de Agostinho da Silva e de Natália Correia.
A temática da sua obra, de cunho histórico e sociológico, sem contudo deixar de ser marcadamente intimista e mística, centra-se no fim do Império Português e na preservação da memória do período pré e pós-25 de Abril de 1974, reflectida em escritos como O Viúvo, Máscaras de Salazar ou Os Mal-Amados. Ao longo da sua carreira, a sua obra tem sido frequentemente premiada.
A 9 de Junho de 2005 foi feito Comendador da Ordem do Infante D. Henrique.
É sócio correspondente da Academia das Ciências de Lisboa.

## Obras

### Narrativa
- Os Retornados Estão a Mudar Portugal, Relógio d'Água, 1984 - Prémio Clube Português de Imprensa
- Moçambique, Todo o Sofrimento do Mundo, edição Público, 1991 - prémios Gazeta e Fernando Pessoa
- Paixão de Marrocos, Asa, 1992
- A Clínica das Inovações, Império, 1995
- A Ilha da Sabedoria, Éter, 1996
- O Príncipe dos Açores, Asa, 1996
- Máscaras de Salazar, Editorial Notícias, 1997; Casa das Letras, 2006; Bis, 2012
- A Escrita do Mar, Correios de Portugal, 1998
- Nascido no Estado Novo, Editorial Notícias, 2001 (reedição: Os Mal-Amados, Casa das Letras, 2008)
- Os Mineiros, Audiovisuais, 2001
- Os Retornados Mudaram Portugal, Parsifal, 2013
- O Botequim da Liberdade, Casa das Letras, 2013
- Viagens Pagãs, Parsifal, 2015
- Amália, a Ressurreição, Casa das Letras, 2017

### Romance
- O Viúvo, Publicações Dom Quixote, 1988; Casa das Letras, 2007 - Grande Prémio de Literatura Círculo de Leitores
- Os Infiéis, Publicações Dom Quixote, 1992

### Teatro
- Um Jipe em Segunda Mão, Ulmeiro, 1983 - Grande Prémio de Teatro RTP, Prémio da Associação Portuguesa de Críticos e Prémio Casa da Imprensa
- A Súplica, Ulmeiro, 1983
- Sequestraram o Senhor Presidente, Relógio d'Água, 1984
- A Nave Adormecida, Teatro Aberto, 1988
- A Frigideira, 2007 (inédito)

### Conto
- Onde o Mar Acaba (antologia), Publicações Dom Quixote, 1991
- Imaginários Portugueses (antologia), Edições Fora do Texto, 1992
- Um Olhar Português (antologia), Círculo de Leitores, 1992
- Os Sete Pecados Capitais (antologia), Editorial Notícias, 1998; Casa das Letras, 2005

### Fotobiografia
- Salazar, Fotobiografia, Editorial Notícias, 2000; Casa das Letras, 2010
- Amália, uma Força da Natureza, Colares Editora, 2001
- Fotobiografia de José de Castro, João da Silveira Caseiro, 2005